# Czarne (Petite-Pologne)
Pour les articles homonymes, voir Czarne (homonymie).
Czarne est une localité polonaise de la gmina de Sękowa, située dans le powiat de Gorlice en voïvodie de Petite-Pologne.